# Telicota
Telicota là một chi bướm ngày thuộc họ Bướm nâu.

## Các loài
- Telicota ancilla (Herrich-Schäffer, 1869)
- Telicota angiana Evans, 1934
- Telicota anisodesma Lower, 1911
- Telicota aroa Evans, 1934
- Telicota augias (Linnaeus, 1763)
- Telicota bambusae (Moore, 1878)
- Telicota besta Evans, 1949
- Telicota brachydesma Lower, 1908
- Telicota brandti Parsons, 1986
- Telicota bulwa Parsons, 1986
- Telicota colon (Fabricius, 1775)
- Telicota doba Evans, 1949
- Telicota eurotas (C. Felder, 1860)
- Telicota eurychlora Lower, 1908
- Telicota gervasa Evans, 1949
- Telicota hilda Eliot, 1959
- Telicota kaimana Evans, 1934
- Telicota kezia Evans, 1949
- Telicota laruta Evans, 1934
- Telicota linna Evans, 1949
- Telicota melanion (Mabille, 1878)
- Telicota mesoptis Lower, 1911
- Telicota mimena Parsons, 1986
- Telicota ohara (Plötz, 1883)
- Telicota paceka Fruhstorfer, 1911
- Telicota sadra Evans, 1949
- Telicota sadrella Parsons, 1986
- Telicota subha Fruhstorfer, 1911
- Telicota ternatensis Swinhoe, 1907
- Telicota torsa Evans, 1934
- Telicota vinta Evans, 1949

## Hình ảnh

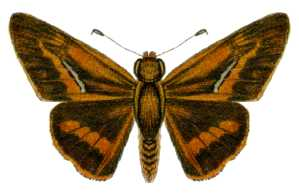
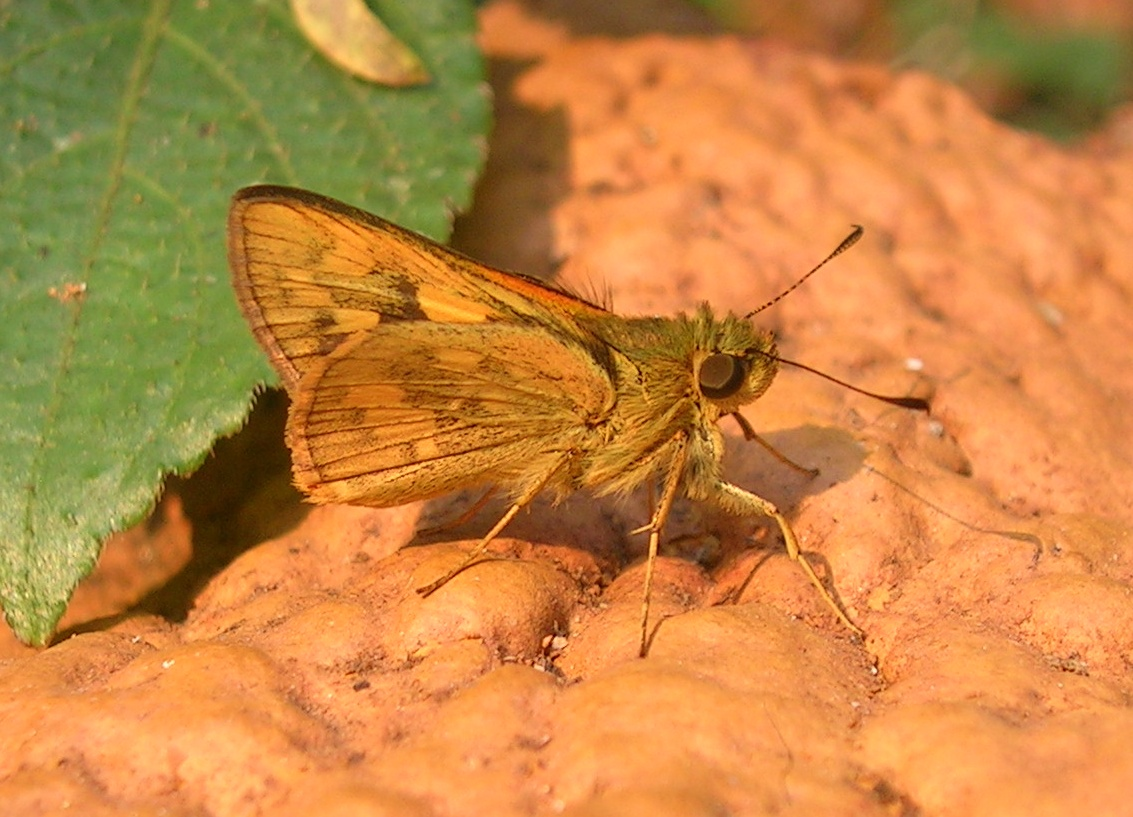
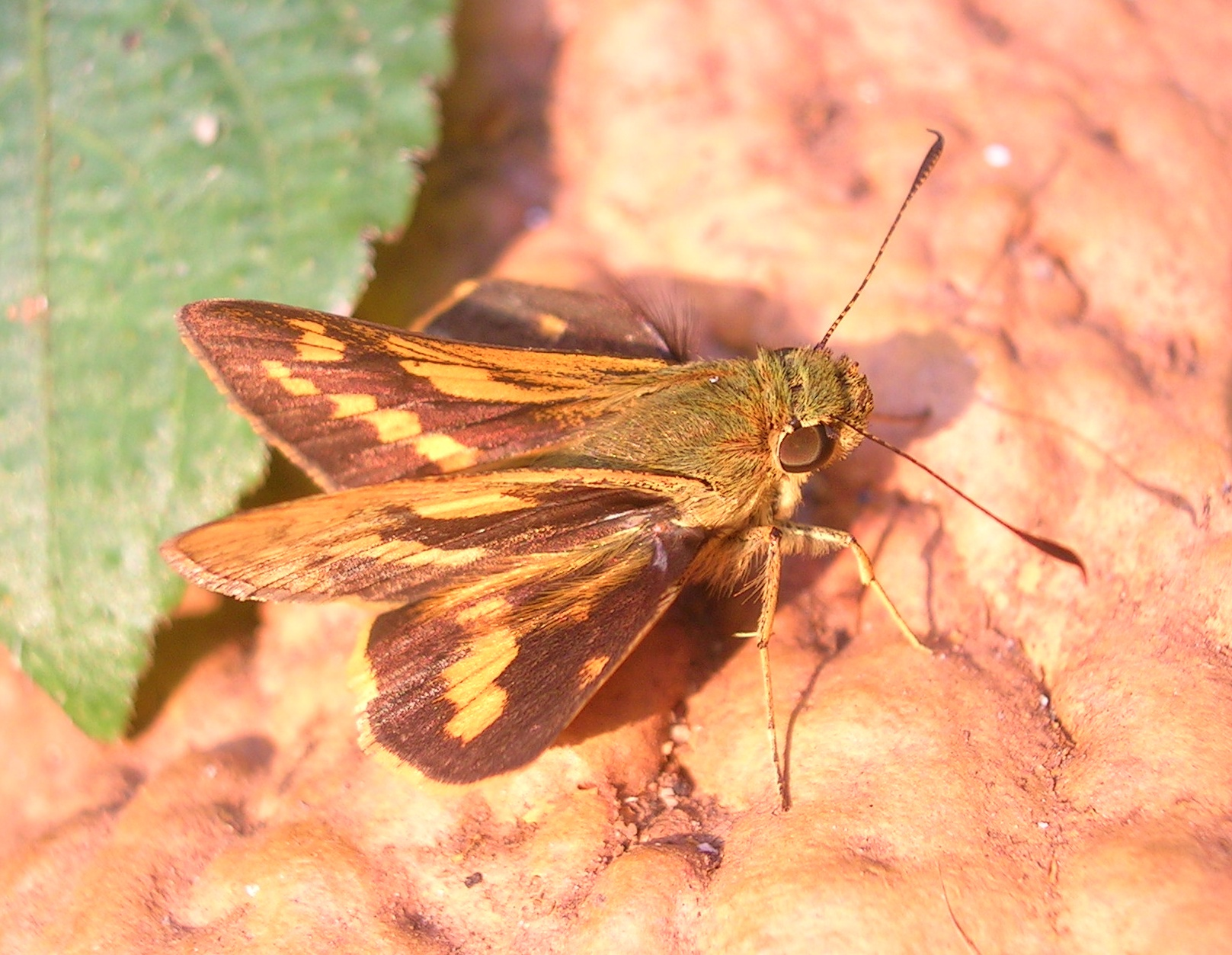